# Heitor Furtado de Mendonça
Heitor Furtado de Mendonça [ou Mendoça] (Montemor-o-Velho, depois de 1554 - Portugal, depois de 1605) foi um padre português e primeiro inquisidor nas terras do Brasil colonial.

## Biografia
Filho da união de Amador Collaço com Leonarda Lampreia de Mendoça, Heitor Furtado de Mendonça nasceu em ano desconhecido, mas certamente após 1554, após as núpcias de seus pais, realizadas em 1553. Ambos seus genitores eram católicos de famílias tradicionais. Estudou na Universidade de Coimbra, onde sua primeira matrícula tem data de 1º de outubro de 1575.
Foi o primeiro visitador do Santo Ofício de Lisboa às partes do Brasil colonial, e é referenciado por Frei Vicente do Salvador em sua História do Brasil. Assumiu também o cargo de primeiro governador-geral do Brasil em 1591. Ao longo de dois anos, atuou na Bahia, inquirindo colonizadores e nativos e coletando denúncias contra aqueles que, por vários motivos, contrariavam a fé católica. Dirigiu-se a Pernambuco, lá chegando em 21 de setembro de 1593, onde ao longo de dois anos escrutinou a vida da população local e, sob ameaças de penas espirituais, fez com que as pessoas se denunciassem mutuamente, apontando hábitos e práticas que davam a entender judaísmo, paganismo ou desvios da prática sexual então considerada normal. Investigou especialmente os descendentes da judia portuguesa Branca Dias, que fugira de Lisboa anos antes, após passar dois anos presa pela Inquisição. Visto que Branca era já falecida no momento da chegada do inquisidor, sua filha Beatriz Fernandes, deficiente mental, foi presa por Heitor, que a conduziu a Portugal.
Heitor Furtado de Mendonça retornou no fim do Século XVI à sua terra natal, onde viveu até o fim de seus dias. Sua morte se deu, provavelmente, após 1605 e antes de 1611.

## Na ficção
Em 2023, os acadêmicos e roteiristas Cristina Lasaitis e Alexey Dodsworth Magnavita de Carvalho, selecionados por edital do Instituto Sacatar da Bahia, publicam a primeira adaptação dos documentos verdadeiros do Tribunal do Santo Ofício de Lisboa para a linguagem dos quadrinhos. O romance gráfico "As Confissões da Bahia em Quadrinhos", ilustrado por diversos artistas, dentre os quais Hugo Canuto e Roberta Cirne, adapta algumas das mais famosas denúncias recebidas por Heitor Furtado de Mendonça por ocasião de sua passagem pela Bahia no século XVI, com destaque para a história de Filipa de Sousa, primeira mulher a ser processada e condenada por lesbianismo pela Inquisição.
Em entrevista dada ao jornalista Renato Cordeiro Educadora FM (Salvador), Dodsworth, um dos autores, baiano de origem, fala sobre ancestral Branca Dias, uma das mulheres perseguidas por Heitor Furtado de Mendonça, e relata o processo de pesquisa feito no Arquivo Nacional da Torre do Tombo, além das leituras das obras do antropólogo Luiz Mott, um dos pioneiros na investigação das ações inquisitoriais ocorridas no Brasil colonial. 
Em 2024, o romance gráfico "As Confissões da Bahia em Quadrinhos" se torna finalista do 36.º Troféu HQ Mix em quatro categorias: melhor projeto editorial, melhor publicação independente de grupo, publicação mix e melhor publicação de humor, tornando-se vencedor na primeira categoria.